# Patrik Mercado
Patrik Kleiver Mercado Altamirano (Tena, Ecuador, 31 de julio de 2003) es un futbolista ecuatoriano. Juega de centrocampista y su equipo actual es Independiente del Valle de la Serie A de Ecuador.

## Trayectoria
Patrik Mercado inició su trayectoria en el Independiente del Valle cuando tenía aproximadamente 10 años. Jugó en el equipo de reserva y equipos juveniles del club hasta que en 2021 debutaría profesionalmente con Independiente Juniors en 2021 en la Serie B del fútbol ecuatoriano.
En 2022, Patrik Mercado debutó oficialmente con el primer equipo de Independiente frente a 9 de Octubre Fútbol Club, el 30 de mayo de 2022 entrando como suplente. El 28 de agosto de ese año debutó como titular ante Universidad Católica en la LigaPro.
En 2022 también debutó internacionalmente en la Copa Sudamericana 2022, fue en la semifinal contra Foot Ball Club Melgar de Perú entrando al cambio al minuto 78 por Lorenzo Faravelli.

## Selección nacional

### Categorías inferiores
El 5 de enero de 2023 se anunció su convocatoria para disputar el Campeonato Sudamericano Sub-20 en Colombia.

#### Participaciones en Sudamericanos
| Campeonato                              | Sede      | Resultado    | Partidos | Goles |
| --------------------------------------- | --------- | ------------ | -------- | ----- |
| Juegos Suramericanos Asunción 2022      | Paraguay  | Plata        | 5        | 0     |
| Sudamericano Sub-20 de 2023             | Colombia  | Cuarto lugar | 7        | 0     |
| Preolímpico Sudamericano Sub-23 de 2024 | Venezuela | Primera fase | 4        | 1     |

## Estadísticas

### Clubes
Actualizado al último partido disputado el 19 de agosto de 2025.
| Club                              | Div.          | Temporada     | Liga  | Liga  | Copas nacionales | Copas nacionales | Copas internacionales | Copas internacionales | Otros | Otros | Total | Total |
| Club                              | Div.          | Temporada     | Part. | Goles | Part.            | Goles            | Part.                 | Goles                 | Part. | Goles | Part. | Goles |
| --------------------------------- | ------------- | ------------- | ----- | ----- | ---------------- | ---------------- | --------------------- | --------------------- | ----- | ----- | ----- | ----- |
| Independiente Juniors · Ecuador   | 2.ª           | 2021          | 8     | 2     | —                | —                | —                     | —                     | —     | —     | 8     | 2     |
| Independiente Juniors · Ecuador   | 2.ª           | 2022          | 10    | 0     | —                | —                | —                     | —                     | —     | —     | 10    | 0     |
| Independiente Juniors · Ecuador   | Total club    | Total club    | 18    | 2     | 0                | 0                | 0                     | 0                     | 0     | 0     | 18    | 2     |
| Independiente del Valle · Ecuador | 1.ª           | 2022          | 4     | 0     | 1                | 0                | 1                     | 0                     | —     | —     | 6     | 0     |
| Independiente del Valle · Ecuador | 1.ª           | 2023          | 23    | 2     | 0                | 0                | 7                     | 0                     | —     | —     | 30    | 2     |
| Independiente del Valle · Ecuador | 1.ª           | 2024          | 21    | 2     | 5                | 0                | 5                     | 0                     | —     | —     | 31    | 2     |
| Independiente del Valle · Ecuador | 1.ª           | 2025          | 24    | 3     | 0                | 0                | 10                    | 3                     | —     | —     | 34    | 6     |
| Independiente del Valle · Ecuador | Total club    | Total club    | 72    | 7     | 6                | 0                | 23                    | 3                     | 0     | 0     | 101   | 10    |
| Total carrera                     | Total carrera | Total carrera | 90    | 9     | 6                | 0                | 23                    | 3                     | 0     | 0     | 119   | 12    |
| 1. 2.                             |               |               |       |       |                  |                  |                       |                       |       |       |       |       |

## Palmarés

### Campeonatos nacionales
| Título               | Club                    | Año  |
| -------------------- | ----------------------- | ---- |
| Copa Ecuador         | Independiente del Valle | 2022 |
| Supercopa de Ecuador | Independiente del Valle | 2023 |

### Campeonatos internacionales
| Título              | Club                    | Año  |
| ------------------- | ----------------------- | ---- |
| Copa Sudamericana   | Independiente del Valle | 2022 |
| Recopa Sudamericana | Independiente del Valle | 2023 |